# Frederick Booker
Frederick „Fred“ Booker (* 12. Juli 1944 in Birmingham; † 2006) war ein britischer Radrennfahrer und nationaler Meister im Radsport.

## Sportliche Laufbahn
Frederick „Fred“ Booker war Mitglied im Rover Racing Cycling Club Birmingham und begann 1961 mit dem Radsport. Er fuhr zunächst Straßenrennen, verlegte dann seinen Wettkampfschwerpunkt auf den Bahnradsport. 1964 hatte er seine ersten internationalen Wettkämpfe. In jenem Jahr hatte er auch seinen ersten größeren Erfolg mit dem Sieg beim traditionsreichen Rennen für Nachwuchssprinter White Hope Sprint Trophy in London.
1966 gewann er die Silbermedaille bei den Commonwealth-Games im Sprint in Jamaika. Ebenfalls 1966 wurde er britischer Meister im Sprint der Amateure vor Ian Alsop, ein Jahr später wurde er Zweiter. Weitere Titel gewann er mit seiner Vereinsmannschaft in der Mannschaftsverfolgung 1966 und 1967. Den Machchester Grand Prix im Bahnsprint konnte er 1969 gewinnen.